# Orval (Cher)
Orval és un municipi francès, situat al departament de Cher i a la regió de Centre – Vall del Loira. L'any 2007 tenia 1.893 habitants.

## Demografia

### Població
El 2007 la població de fet d'Orval era de 1.893 persones. Hi havia 882 famílies, de les quals 308 eren unipersonals (108 homes vivint sols i 200 dones vivint soles), 263 parelles sense fills, 223 parelles amb fills i 88 famílies monoparentals amb fills.
La població ha evolucionat segons el següent gràfic:
Habitants censats

### Habitatges
El 2007 hi havia 995 habitatges, 897 eren l'habitatge principal de la família, 21 eren segones residències i 77 estaven desocupats. 816 eren cases i 142 eren apartaments. Dels 897 habitatges principals, 509 estaven ocupats pels seus propietaris, 374 estaven llogats i ocupats pels llogaters i 14 estaven cedits a títol gratuït; 36 tenien una cambra, 64 en tenien dues, 196 en tenien tres, 316 en tenien quatre i 285 en tenien cinc o més. 724 habitatges disposaven pel capbaix d'una plaça de pàrquing. A 429 habitatges hi havia un automòbil i a 299 n'hi havia dos o més.

### Piràmide de població
La piràmide de població per edats i sexe el 2009 era:
| Homes | Edats   | Dones |
| ----- | ------- | ----- |
| 0     | 95 o +  | 0     |
| 0     | 90 a 94 | 20    |
| 4     | 85 a 89 | 28    |
| 20    | 80 a 84 | 32    |
| 24    | 75 a 79 | 52    |
| 40    | 70 a 74 | 60    |
| 68    | 65 a 69 | 68    |
| 76    | 60 a 64 | 88    |
| 60    | 55 a 59 | 64    |
| 76    | 50 a 54 | 80    |
| 76    | 45 a 49 | 80    |
| 56    | 40 a 44 | 60    |
| 80    | 35 a 39 | 64    |
| 44    | 30 a 34 | 64    |
| 52    | 25 a 29 | 68    |
| 56    | 20 a 24 | 44    |
| 64    | 15 a 19 | 80    |
| 56    | 10 a 14 | 48    |
| 40    | 5 a 9   | 52    |
| 60    | 0 a 4   | 32    |

## Economia
El 2007 la població en edat de treballar era de 1.125 persones, 811 eren actives i 314 eren inactives. De les 811 persones actives 714 estaven ocupades (375 homes i 339 dones) i 97 estaven aturades (50 homes i 47 dones). De les 314 persones inactives 134 estaven jubilades, 77 estaven estudiant i 103 estaven classificades com a «altres inactius».

### Ingressos
El 2009 a Orval hi havia 901 unitats fiscals que integraven 1.935,5 persones, la mediana anual d'ingressos fiscals per persona era de 16.313 €.

### Activitats econòmiques
Dels 84 establiments que hi havia el 2007, 2 eren d'empreses extractives, 2 d'empreses alimentàries, 4 d'empreses de fabricació d'altres productes industrials, 14 d'empreses de construcció, 26 d'empreses de comerç i reparació d'automòbils, 3 d'empreses de transport, 4 d'empreses d'hostatgeria i restauració, 1 d'una empresa d'informació i comunicació, 4 d'empreses financeres, 2 d'empreses immobiliàries, 9 d'empreses de serveis, 6 d'entitats de l'administració pública i 7 d'empreses classificades com a «altres activitats de serveis».
Dels 25 establiments de servei als particulars que hi havia el 2009, 1 era una oficina de correu, 1 una oficina bancària, 1 funerària, 8 tallers de reparació d'automòbils i de material agrícola, 1 taller d'inspecció tècnica de vehicles, 1 paleta, 2 guixaires pintors, 3 fusteries, 3 lampisteries, 1 perruqueria, 1 restaurant, 1 agència immobiliària i 1 saló de bellesa.
Dels 6 establiments comercials que hi havia el 2009, 1 era un supermercat, 1 una botiga de menys de 120 m², 1 una fleca, 1 una peixateria i 2 floristeries.
L'any 2000 a Orval hi havia 17 explotacions agrícoles que ocupaven un total de 370 hectàrees.

## Equipaments sanitaris i escolars
El 2009 hi havia 1 farmàcia i 1 ambulància.
El 2009 hi havia 1 escola maternal i 1 escola elemental.

## Poblacions més properes
El següent diagrama mostra les poblacions més properes.